# Вашингтон Тауншип (округ Скайлкілл, Пенсільванія)
Вашингтон Тауншип (англ. Washington Township) — селище (англ. township) в США, в окрузі Скайлкілл штату Пенсільванія. Населення — 3130 осіб (2020).

## Демографія
Згідно з переписом 2010 року, у селищі мешкали 3033 особи в 1133 домогосподарствах у складі 865 родин. Було 1220 помешкань
Расовий склад населення:
| - 98,3 % — білих - 0,4 % — чорних або афроамериканців - 0,2 % — азіатів - 0,1 % — вихідців з тихоокеанських островів |

До двох чи більше рас належало 0,9 %. Частка іспаномовних становила 0,5 % від усіх жителів.
За віковим діапазоном населення розподілялося таким чином: 24,5 % — особи молодші 18 років, 62,5 % — особи у віці 18—64 років, 13,0 % — особи у віці 65 років та старші. Медіана віку мешканця становила 41,5 року. На 100 осіб жіночої статі у селищі припадало 107,2 чоловіків;  на 100 жінок у віці від 18 років та старших — 102,6 чоловіків також старших 18 років.
Середній дохід на одне домашнє господарство  становив 70 300 доларів США (медіана — 65 051), а середній дохід на одну сім'ю — 78 257 доларів (медіана — 72 500). Медіана доходів становила 49 107 доларів для чоловіків та 35 781 долар для жінок. За межею бідності перебувало 8,3 % осіб, у тому числі 16,2 % дітей у віці до 18 років та 2,1 % осіб у віці 65 років та старших.
Цивільне працевлаштоване населення становило 1505 осіб. Основні галузі зайнятості: освіта, охорона здоров'я та соціальна допомога — 24,0 %, виробництво — 20,3 %, роздрібна торгівля — 10,2 %, мистецтво, розваги та відпочинок — 8,6 %.